# Adolfo Polack
Adolfo Alberto Polack Docarmo (*Lima, 12 de diciembre de 1944 - 11 de mayo de 2013) fue un compositor clásico peruano.
Estudió en el Conservatorio Nacional de Música. Escribió música incidental para teatro. Ha trabajado con los grupos Telba, Ensayo, Quinta Rueda, Brequeros, Integrarte, el TUC (Teatro de la Universidad Católica) y el TUSM (Teatro Universitario de San Marcos), entre otros. Ha puesto música a dramaturgos como Bertolt Brecht, Georg Buchner, Peter Weiss, mencionando sólo los más conocidos, y entre los peruanos Alonso Alegría, Hernando Cortés, Rafo León, Fédor Larco, César de María, Ana María Izurieta, Liliana Galván, etc. Trabajó también para la revista Caretas, como creador de la página "El Misterio de la Poesía"; sección que tuvo a su cargo durante más de diez años. 

## Biografía

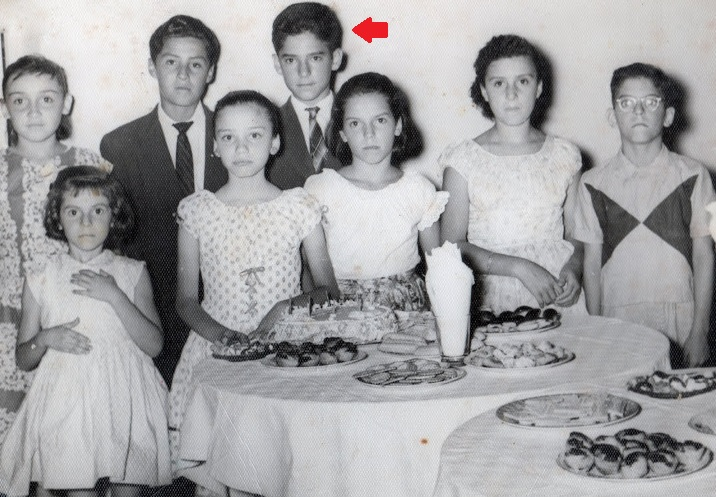
Con amigos y Familiares

Nació en Lima, el 12 de diciembre de 1944. Fue nieto del ciudadano alemán Eduardo Polack-Schneider, quien tenía un establecimiento de estampillas postales e innumerables curiosidades en la calle de Los Huérfanos. Polack-Schneider es recordado por sus fotografías de Lima, que mandaba a colorear a Alemania, y que hoy en día constituyen un importante patrimonio iconográfico.
Su padre, Guillermo Alberto Polack Elmore, fue profesor de Educación Física del Colegio Militar Leoncio Prado. Su madre, Elvira Docarmo Pérez, escribía poesía, cuentos para niños y era aficionada al ballet. Adolfo fue el mayor de 5 hermanos: Erika, Franz, Gilda (Polack Docarmo) y Mónica (Polack Arnao). Fue un niño superdotado, de una gran sensibilidad humana y artística. 

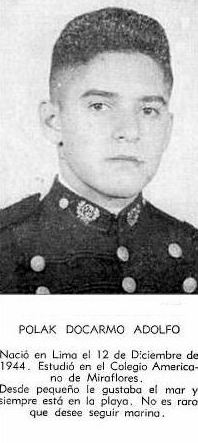
Alumno del Colegio Militar Leoncio Prado

 Poseía ciertas dificultades motoras de coordinación y manipulación que compensaba con su gran inteligencia e ingenio, mas aquello no le impidió de llegar a ser un excelente corredor en su juventud, en carreras de velocidad de 100 metros planos. Amaba el mar, al punto de desear ser marino, pero sus estudios en el Colegio Militar Leoncio Prado le revelaron que no estaba hecho para la vida castrense. No tuvo reparos en dejar de lado ese proyecto cuando descubrió que lo suyo era la música y halló en la composición una vía para canalizar su fuerza expresiva, sensibilidad, sentido del humor, y gran talento creativo. 

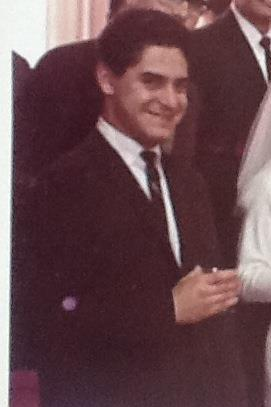
Los años 70.

A mediados de los 60, Polack trabajaba en una oficina estatal, estudiaba Sociología en la Universidad Nacional Mayor de San Marcos y Composición en el Conservatorio Nacional de Música. Poco después, el joven compositor ejerció durante años como crítico musical en el diario El Comercio.
En 1970 Polack contrajo matrimonio con Blanca Tello Echeverria, con la que compartió 42 años de vida común. Tuvo 3 hijos: Ernesto, Alicia y Diana, y llegó a conocer y disfrutar de 6 de sus nietos: Bruno, Marcelo, Vicente, Tiago, Chiara y Vasco. 

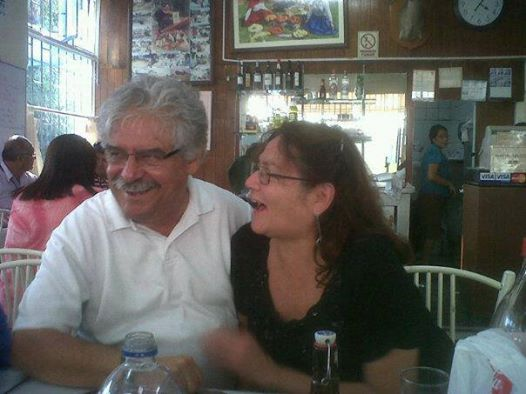
Con su esposa, Blanca Tello.

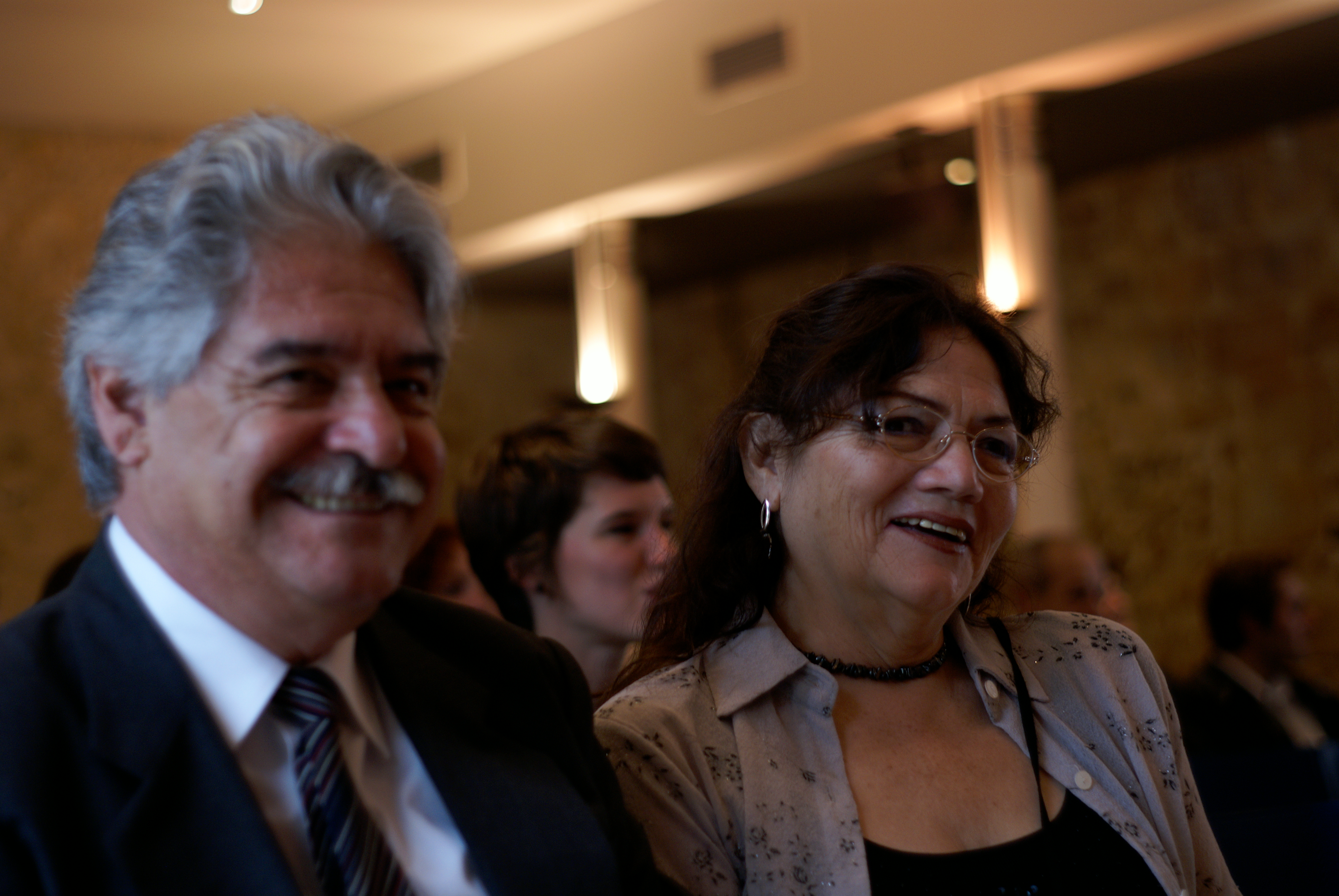
Con su esposa, Blanca.

Polack, como es de suponer, tuvo que desarrollar muchos trabajos ajenos a la música para ganarse la vida. Como sociólogo desempeñó actividades de planificación y capacitación laboral, y cuando ya no soplaron buenos vientos para las ciencias sociales se hizo analista de sistemas. También fue corrector en diversas empresas editoras y periodísticas, crítico musical y teatral en el diario “El Comercio”, entre 1970 y 1974. Durante sus últimos diez años de vida tuvo a su cargo un pasatiempo cultural en la revista Caretas titulado "El Misterio de la Poesía". Sobre esto, Polack comentaba: "Es una sección en la que intento atraer público para este arte empleando una modalidad de crucigrama. Allí no pretendo hacer crítica literaria: es más bien una celebración de la poesía".

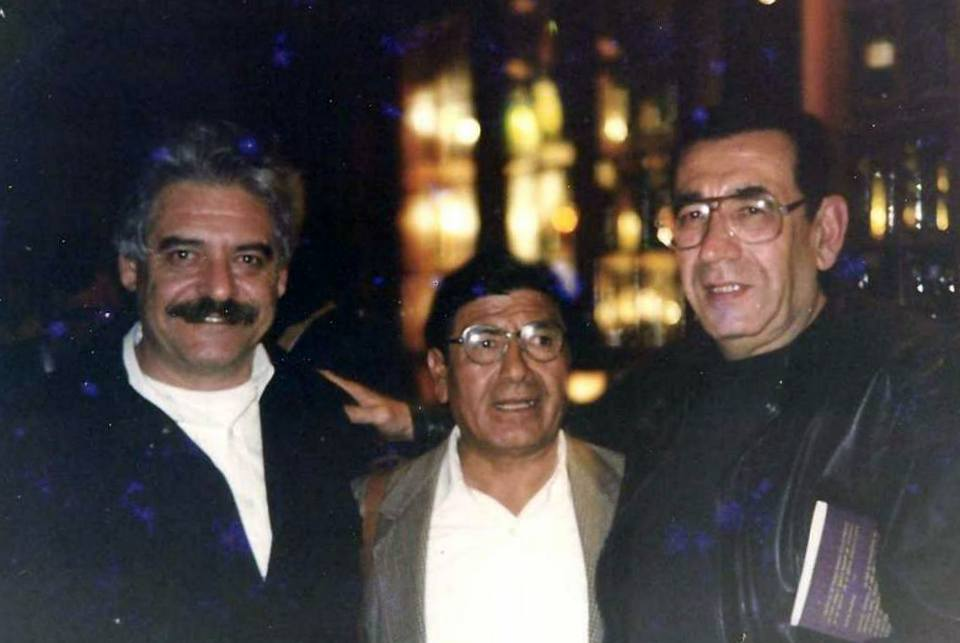
Adolfo Polack y los poetas Chacho Martínez y Juan Cristóbal.

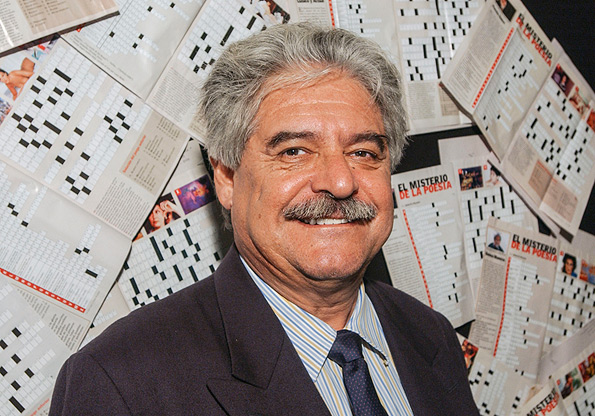
Creador de El Misterio de la Poesía

## Música, poesía y malas palabras
Su afición por la poesía se manifestó desde su juventud. Siendo aún alumno del Conservatorio se interesó por los versos de Antonio Cisneros para una de sus primeras composiciones. Sobre ello, Polack solía evocar la anécdota siguiente:
Había gran expectativa entre los alumnos del Conservatorio. Esa noche, dentro de los venerables muros de la institución, iba a sonar por primera vez una mala palabra en un concierto.
Era en una de las audiciones de fin de año, a mediados de la década del sesenta, en que se presentaban los alumnos más destacados. Entre los trabajos de los estudiantes de composición se iban a estrenar mis canciones sobre poemas de Comentarios Reales, de Antonio Cisneros. Allí figuraba Nombre de Pila, cuyo texto era el siguiente:
Donde el cura de San Pedro
mis dueños me bautizaron,
por que fuera buen cristiano
siervo de buen caballero.
Juan fue mi nombre de cielo,
más de Mierda me llamaron
con un bautizo de palos
entre los campos del dueño.
Donde el cura de San Pedro
mis dueños me bautizaron.
Llegó el momento que todos esperaban. Mis compañeros se miraban unos a otros, con sonrisitas cómplices. La interpretación estaba a cargo de la pianista Pilar Zúñiga, entonces niña prodigio, y un barítono que, cuando tuvo que cantar la palabreja en cuestión, sintió vergüenza, y en su lugar emitió una especie de mugido.
Los estudiantes del Conservatorio, decepcionados, ya no lo volvieron a saludar por su nombre, y cada que lo veían, su saludo era éste:
-¡Mmmm...!

## Cuadrados interválicos
Las expectativas en torno a su naciente carrera musical aumentaron cuando en 1968 la OEA convocó a un concurso para jóvenes compositores de América (norte, centro y sur), entre 22 y 44 años. Adolfo tenía entonces 23, y todavía era alumno del Conservatorio. Se presentó con una obra a la que puso uno de esos títulos estrambóticos de los que estaban en boga en esa época: “Tres Cuadrados Interválicos para Flauta y Sexteto de Cuerdas”. No alcanzó a ganar el único premio, una beca en un prestigioso Centro de Altos Estudios Musicales que dirigía Alberto Ginastera en Argentina, que constituía un trampolín para que los compositores de nuestro continente pudieran acceder posteriormente a otras becas en el resto del mundo. Lamentablemente, esa iba a ser la última promoción que estudiara en dicho Centro, dependiente del Instituto Di Tella, que sería cerrado por el gobierno militar que se estableció al poco tiempo. El jurado, que no descartó su triunfo hasta último momento, creó para Polack una categoría especial, un Segundo Lugar, con mención honrosa, con el cual se reconocían los méritos de la obra. Esta se interpretó en 1970, en un concierto realizado en el local de la Casa de la Cultura en el jirón Áncash, con miembros de la OSN dirigidos por Leopoldo la Rosa, entre los que figuraba el flautista chileno Alberto Harms, a quien estaba dedicada la obra, que estrenó una flauta de oro para la ocasión.

## El Teatro de la Calle a la Sinfónica
Su “Concierto para platillos y orquesta” (estrenado en el Municipal, con la OSN, en 1971), fue una obra irreverente, iconoclasta, en la que los músicos terminaban botando al director de orquesta. Polack la describe de esta manera: "Comenzaba una música muy serena, que se iba desarrollando hasta la entrada de un individuo con un platillo en cada mano, que golpeaba estrepitosamente uno con otro, caminando pausadamente hacia la tarima del director, que en esta ocasión también era Leopoldo La Rosa. Este se bajaba y trataba de convencer al intruso, por señas, de que debía retirarse, pues estaba interrumpiendo el concierto, mientras lo iba llevando suavemente hacia la salida. Luego seguía sonando la música anterior, aunque en ella se había introducido un elemento de tensión. Otra vez entraba el platillero, haciendo el mismo ruido, y en esta ocasión era sacado en vilo y arrojado fuera del escenario. Se reanudaba la música, aunque ahora se sentía cargada de inquietud, hasta el regreso del hombre de los platillos, esta vez seguido por muchos platilleros, y todos juntos daban un platillazo. El director salía corriendo, y el primer platillero subía a la tarima, abría los brazos en actitud de tocar, y con eso finalizaba la obra". 
Lo anecdótico del caso es que el “solista” era nada menos que el famoso mimo Jorge Acuña, quien en ese tiempo actuaba en la Plaza San Martín y se ganaba la vida con lo que sacaba pasando el sombrero. 

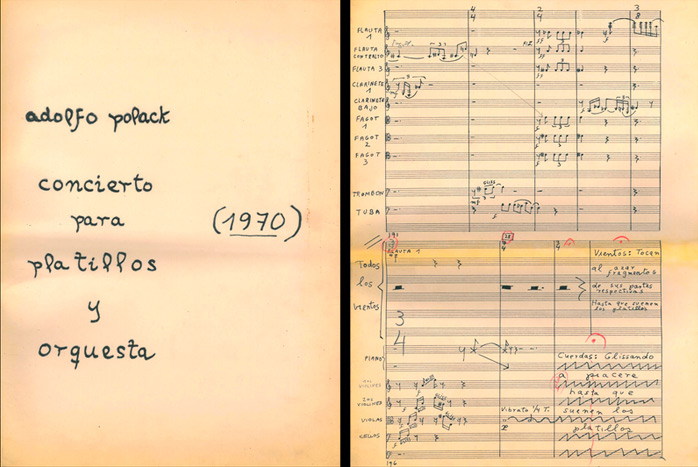
Partitura de su Concierto para platillos y orquesta (1970) estrenado por la Orquesta Sinfónica Nacional del Perú.

## Un cambio radical
Repentinamente, en 1971, Polack dejó la creación de música académica, y se dedicó principalmente a escribir música para teatro. Sobre las razones de un cambio tan radical, Adolfo Polack expuso:
"Cuando empecé a hacer música, se daba un creciente distanciamiento entre la música académica contemporánea y el público. Una mal entendida concepción de la técnica le daba a ésta una excesiva preeminencia, haciéndola más importante que todos los demás aspectos que concurren en la creación musical. Se daba así una confusión entre medios y fines, dando como resultado obras herméticas, sólo accesibles a pequeños cenáculos de conocedores. 
Frente a este panorama, opté por un lenguaje mixto, con el uso de ritmos populares peruanos y latinoamericanos y los recursos de la música de cámara. Y el medio más apropiado para desarrollarlo era el teatro".

## Música para teatro
Cabe destacar que Polack era el único compositor de formación académica de la época que trabajaba realizando lo que se conoce con el término de "música incidental". Después de haber estudiado el texto, y luego de una larga discusión con el director de la obra, y de asistir a varios de los ensayos, Adolfo componía piezas originales que contribuyeran a la atmósfera del montaje, aportando expresividad, dramatismo o humor. Su contribución al teatro peruano de los setenta, ochenta y noventa es invalorable. 
De su abundante producción para el género teatral, Polack se refirió especialmente a las siguientes obras:
“Cuba, tu son entero”: Obra de Hernando Cortés, que era una escenificación de la historia de Cuba a partir de la poesía de Nicolás Guillén. Bajo la dirección del autor, fue presentada por el grupo Telba en Lima, en 1975, y al año siguiente en diversos escenarios de Cuba.
Con el mismo grupo y director haría años después “El terno blanco”, de Alonso Alegría, obra escrita en verso de principio a fin. 
Otro hito importante fue “Marité”, de Rafo León y Fédor Larco, también con Telba; la música de Polack parecía hecha para una película de Fellini. Cabe recordar, entre muchas otras, “La muerte de Dantón”, de Buchner, para el Instituto Goethe; “El señor Puntilla y su criado Matti”, de Brecht, con el Grupo Ensayo, y una adaptación teatral de “Pinocho”, de Collodi, con el TUC.
Testimonios: 
- Javier Mujica Petit: Adolfo fue un músico notable, rico en humor fino, fácil para la risa y sensible como pocos. Adolfo gozaba de una mirada aguda que le permitía ver usualmente más allá de donde nosotros apenas podíamos mirar. Lo gocé en Cuba, y en varias de sus intervenciones musicales en TELBA, todas ellas muy reconocidas'.
-Gino Lértora Carrera (Actor, grupo Telba): Sus composiciones en "A ver... un aplauso" encaminaron la construcción de mi personaje, fue algo único en mi vida actoral. Los sentimientos que trasmitían los temas de este músico genial se fusionaron con mis textos y mis acciones, como cuando se danza un tema apasionante. Y 
-Jaime Lértora: La música que compuso para los poemas de Guillén motivó un comentario del poeta a nuestro querido Adolfo: "Sepa amigo que me parece que he escrito mis poemas para su música". Esto se dio en una visita a la casa de Guillén, a la que fuimos invitados Adolfo, Gustavo Bueno y yo.
-Norma Alvizuri García Naranjo (Autor, compositor, intérprete): Adolfo Polack es un orgullo de nuestro Perú. Fue un honor para nosotros haber cantado sus melodías y compartido con él la poesía de Nicolás Guillén.
-Myriam Lértora (Actriz): No hay mejor homenaje para Adolfo que un poema de Guillén. Recordemos su emoción cuando Guillén -que reconoció que no le gustaba que musicalizaran sus poemas- alabó su maravilloso trabajo para "Cuba tu son entero". 
-Martín Moscoso (Actor y director teatral): Adolfo Polack fue el gran músico teatral de Telba. Su trabajo para "Doña Ramona" fue superlativo.
Hasta mediados de la década del 80 Polack trabajó con instrumentos reales, contando con las interpretaciones acústicas de sus obras por maestros como la pianista Pilar Zúñiga; el violinista Juan Gonzáles, el flautista César Vivanco, Matilde Gonzáles fagotista, Luis Beteta percusionista, todos ellos destacados músicos de la Orquesta Sinfónica Nacional de Perú y del Conservatorio Nacional, así como el saxofonista brasileño Almirante Jonás. Después de eso, por los decrecientes presupuestos de la actividad teatral, tuvo que valerse de las nuevas tecnologías: el uso de sintetizadores. La interpretación de las partes asignadas a cada instrumento desde una flauta hasta las "pequeñas percusiones" fueron interpretadas en su totalidad por la pianista peruana Pilar Zúñiga, convirtiéndose en pionera en el uso del sintetizador colaborando así con las artes escénicas en el Perú. Las grabaciones se realizaban generalmente en el estudio de Miguel "Chino" Figueroa, reconocido artista y grabador.

Una ópera popular
En 1989 se estrenó en el Teatro Sebastián Salazar Bondy, antes La Cabaña, “La ópera de los veinte años”, con música de Adolfo Polack. La presentaba la Asociación Germinal, bajo la dirección de Francisco Basili y María Elena Alva. La obra se puso sólo una vez más en ese escenario, y otras dos veces en el teatro Manuel Beltroy, de Barranco. De allí pasó a difundirse, con gran acogida, en diversos pueblos jóvenes. Ese insólito rol de representaciones se debía a que la obra se había originado en esos barrios marginales, como resultado de un largo trabajo de formación de talleres de narración y elencos teatrales, hasta constituir un gran grupo de alrededor de 40 jóvenes. Ellos mismos crearon el argumento, basados en sus propias experiencias. Posteriormente Rafo León y Francisco Basili estructuraron las escenas definitivas. Para Polack esta fue una de las experiencias que más lo acercó al trabajo que hubiera querido hacer como compositor.

## Otros géneros
Música para niños
Polack no hizo mucha distinción entre música para niños y para adultos. Más bien consideraba que los niños tienen mejor disposición para la apreciación musical, pues todavía escuchan la música espontáneamente, sin prejuicios ni ideas preconcebidas. Entre las numerosas obras que hizo en este campo, mencionamos especialmente “Un ratito más”, de Liliana Galván y “Pinocho”, de Collodi, con el TUC. 
Su última composición para niños consistió en la musicalización de una obra poética de su hija menor, Diana Polack. En mayo del 2015, Editorial Planeta Colombia la publicó de manera póstuma bajo la forma de un libro-disco ilustrado: El autobús de los animales. Se trata de 15 historias en verso, con música de Adolfo Polack, ilustraciones de Sebastián Suárez, e interpretación de Carlos Enrique Montalván y Liliana Galván. La producción fonográfica (grabación, edición, mezcla, masterización y edición musical) estuvo a cargo del maestro Fernando De Lucchi, pianista, educador musical y director general del Conservatorio Nacional de Música del Perú. 
Danza
Maureen Llewellyn-Jones, reconocida bailarina y coreógrafa peruana, conoció a Adolfo Polack cuando se le encargó realizar las coreografías para Pinocho, con el TUC. Siguió su trayectoria con mucho interés, y se volvió a reunir con él en el 93, cuando bailara la coreografía de "Los colores" en la obra de teatro-danza para niños Un ratito más. Años más tarde, La familia Solari, organizó un homenaje al poeta Juan Parra del Riego en el Centro Cultural del mismo nombre, en Barranco. La interesante propuesta incluía diversos grupos de danza contemporánea que debían inspirarse en los versos del vate para proponer una coreografía con música original compuesta para la ocasión. Maureen Llewellyn-Jones, representando a Danza Lima, propuso la pieza que llamó "NOCTURNOS", musicalizada por Adolfo Polack, naturalmente y cantada en vivo por la destacada maestra Jean Tarnawiecki.
Misa inédita
Una de sus obras de la última época, en la que vuelve a incursionar en la música de cámara, es “Misa breve de salud para un ficus”, para coro de niños, piano y contrabajo, sobre un libro inédito del poeta Eduardo Vega (1948-2002).

## Defunción
Adolfo Polack Docarmo falleció en Lima el 11 de mayo de 2013, a los 68 años de edad, como consecuencia de un cáncer, con el que luchó con discreción y dignidad durante más de 10 años. Sus cenizas fueron esparcidas en el mar, que tanto amó.

## Obras
-1967: Musicalización de poemas de Antonio Cisneros, tomados de su libro Comentarios reales.
-1968: Sexteto para Flauta y cuerdas en Tres Cuadrados Interválicos
-1971: Concierto para platillos y orquesta
-1989: Orquestación de la canción AL ADALID, de Andrés Soto. Interpretada por Elsa Palao. Ganadora del Segundo Festival Nacional de la Canción Popular Chabuca Granda.
-1998: NOCTURNOS Música para coreografía de Maureen Llewellyn-Jones, con Danza Lima, en homenaje al poeta Juan Parra del Riego. 
-2000: MISA BREVE DE SALUD PARA UN FICUS, para coro de niños, piano y contrabajo, sobre un libro inédito del poeta Eduardo Vega (1948-2002).
-2011: EL AUTOBÚS DE LOS ANIMALES, libro-disco, con textos de Diana Polack e ilustraciones de Sebastián Suárez, publicado por Editorial Planeta (Colombia) en 2015.

MÚSICA PARA TEATRO
-1975: LOS FUSILES DE LA MADRE CARRAR, obra de Bertolt Brecht, dirigida por Jorge Guerra, con el TUC.
-1976: CUBA TU SON ENTERO, obra de Hernando Cortés, a partir de la poesía de Nicolás Guillén, con el grupo Telba.
-1977: LA EXCEPCIÓN Y LA REGLA, obra de Bertolt Brecht, dirigida por Marcelino Duffau, con el TUC.
-197?: LA MUERTE DE DANTON, de Buchner, para el instituto Goethe
-197?:Orquestación de SALTINBANQUIS, de Chico Buarque. 
-1980: SE ESTÁN MARCHITANDO LAS FLORES DE MI SOMBRERO, de Ana María Izurieta, dirigida por Sara Joffré (?). 
-1981: PINOCHO, obra de Carlo Collodi, en adaptación de Sara Joffré, dirigida por Jerry Galarreta, coreografía de Maureen Llewellyn-Jones, con el TUC. 
-1983: EL SEÑOR PUNTILLA Y SU CRIADO MATTI, obra de Bertolt Brecht, dirigida por Jorge Guerra, protagonizada por Alberto Ísola, con el grupo Ensayo. 
-1983: LAS TRES HERMANAS, de Antón Chéjov, dirigido por Joaquín Vargas, con el TUC. 
-1984: MARITÉ, obra de Rafael León/Fedor Larco, dirigida por Roberto Ángeles, con el grupo Telba.
-1986: EL TERNO BLANCO, obra de Alonso Alegría, dirigida por Hernando Cortés, con el grupo Telba.
-1989: A VER UN APLAUSO, obra de César de María, dirigida por Marta Arce, con el grupo Telba.
-1989: DULCES MEMORIAS, obra de Romeo de Baggis, dirigida por Jaime Lértora, con el grupo TELBA.
-1989: RELACIONES, Dirigida por Roberto Ángeles, con el grupo Brequeros. 
-1989: LA ÓPERA DE LOS 20 AÑOS, creación colectiva, dirigida por Francisco Basili y María Elena Alva, para la asociación Germinal. 
-1990(¿?) HERMANOS QUERIDOS, del argentino Carlos Gorostiza, dirigida por Ruth Escudero, con el grupo Hebraica.
-1991: LUCAS, TERCERA LLAMADA, dirigida por Paul Martin. 
-1993: UN RATITO MÁS, obra escrita y dirigida por Liliana Galván, con el grupo-escuela Integrarte.
-1993: ESCORPIONES MIRANDO AL CIELO, obra de César de María, dirigida por Ruth Escudero, con el grupo Quinta Rueda. Este montaje viajó al Festival Internacional de la Habana, Cuba, y al Festival de las Artes de San José de Costa Rica, en los que tuvo gran acogida del público y la crítica. 
-1994: DOÑA RAMONA obra de Víctor Leitez, dirigida por Martín Moscoso.
-199?: CON EL PERDÓN DEL MUERTO
-1997: LOS PATAS DE CANDELITA. Adaptación de la obra “Los cuates de Candelita”, del escritor mexicano Saúl Ibargoyen. Dirigida por Hernando Cortés, para el TUSM
-199?: EL SEGURO, de Peter Weiss, con el TUC?